# Rio Biliceni
O Rio Biliceni é um rio da Romênia afluente do Rio Bistriţa, localizado no distrito de Suceava.